# Nicolae Milescu

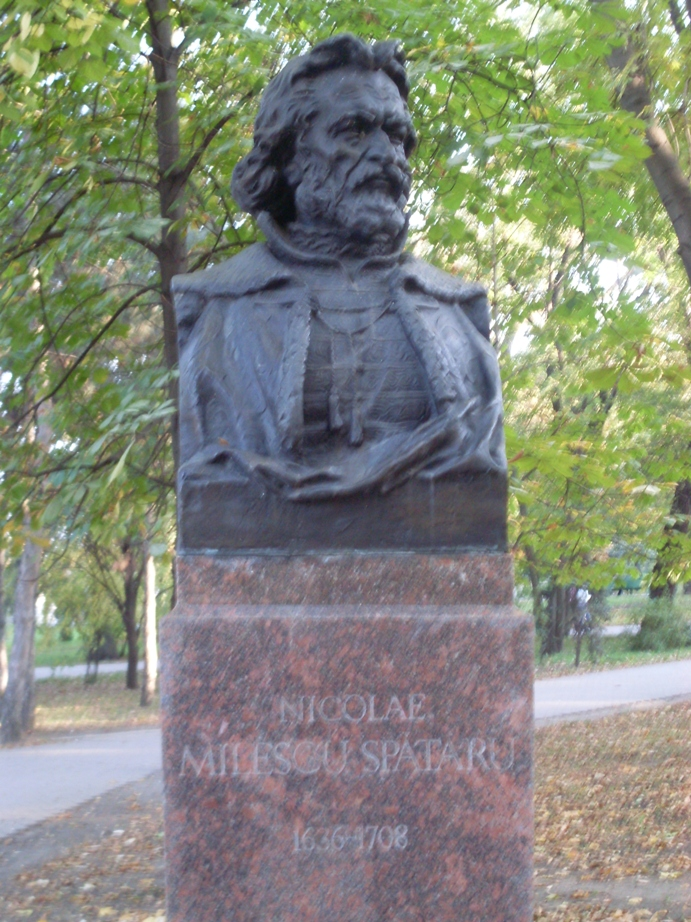
Busto de Milescu en el complejo escultural Callejón de los Clásicos, en la ciudad de Chişinău.

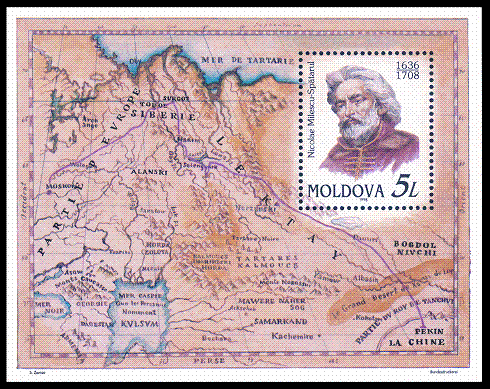
Postal conmemorativa de Moldavia (2002)

Nicolae Milescu (primer nombre también Neculai, que firmaba en latín como Nicolao Spadario Moldavo-Lacone, también conocido como Spătarul Milescu-Cârnu, el «canciller chato Milescu»; en ruso: Николай Гаврилович Спафарий, Nikolai Gavrilovich Spathari o 'Николае Гаврилович Милеску, Nikolaye Gavrilovich Milescu) (Vaslui, en la región de Moldavia (hoy Rumania), 1636 – Moscú, 1708) 
fue un escritor, diplomático y viajero moldavo, recordado por haber dirigido una embajada del Imperio Ruso a China.
Milescu hablaba nueve idiomas: rumano, latín, griego tanto ático como moderno, francés, alemán, turco, sueco y ruso. Uno de sus nietos fue el spătar (canciller) Yuri Stefanovich, que llegó a Rusia a 1711 con el príncipe Dimitrie Cantemir.

## Primeros años
Su prosónimo moldavo-lacone (Moldavan-Laconian) se piensa que era una indicación de un posible origen griego. El nombre Milescu fue adoptado por sus padres cuando se establecieron en Milesti. El profesor L. Turdeanu-Cartojan descubrió en Oxford su autobiografía, escrita en griego (Λαζάρου, Lazarou).
Boyardo nacido en Vaslui, Milescu estudió en el Colegio Patriarcado de Estambul y, después de volver a la ciudad de Iaşi, fue nombrado canciller por el príncipe de Moldavia Gheorghe Ştefan. En 1660-1664, se desempeñó como representante de su país con el señor otomano, y luego como enviado a Berlín y Estocolmo. Siguió a Gheorghe Ştefan en su exilio a Estocolmo y Szczecin (1664-67) y visitó en Francia a Luis XIV, en un intento de conseguir que el rey le ayudase en la creación de una alianza anti-otomano.

## Exilio
Milescu tenía sus propias ambiciones, y conspiró contra el príncipe Ştefăniţă Lupu (voivoda de Moldavia entre 1659 y 1661). Como castigo, Ştefăniţă ordenó que le cortasen la nariz (la razón de su apodo). Según el relato inverosímil del cronista Ion Neculce:

Después [de ser mutilado], el chato Nicoláshuyó a tierras germanas y allí encontró a un médico que repetidamente hacía sangrar sus mejillas y esculpia su nariz, y así día a día con la sangre coagulada, lo que llevó a su curación.
 Ion Neculce

Milescu regresó de nuevo a Estambul, donde recibió una carta del zar Alejo I de Rusia, quien lo nombró traductor del Ministerio de Relaciones Exteriores en 1671. Milescu llegó a Rusia junto con Dositheus II, el patriarca ortodoxo de Jerusalén. En 1674, se le muestra liderando las negociaciones tanto con Valaquia y Moldavia, tratando de unirlos a los proyectos anti-otomanos liderados por los rusos. En 1695, Milescu participó en las Campañas de Azov de Pedro el Grande.

## En China

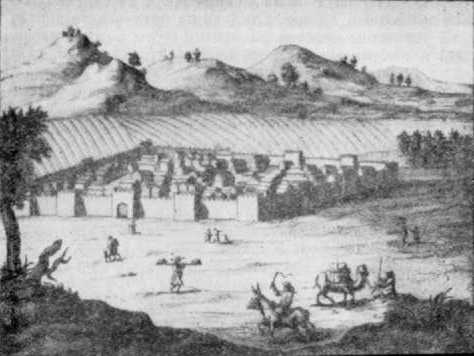
Kalgan, la puerta septentrional de China, en 1698.

En 1675, fue nombrado embajador del Imperio Ruso en Pekín, la capital de la dinastía Qing, regresando en 1678. A la cabeza de una expedición de 150 personas que tenía un componente militar (con la intención de defenderse de posibles ataques de una población indígena hostil), Milescu tuvo como principales tareas la liquidación de varios incidentes en la frontera entre Rusia y China, el establecimiento comercial permanente de relaciones con China y la exploración de las recientes tierras rusas incorporadas a lo largo del río Amur. La anterior embajada moscovita a China, dirigido por Fyodor Baykov en 1656-56, no había podido lograr estos objetivos.
A diferencia de los rusos anteriores que habían pasado por Mongolia, Milescu optó por viajar a través de Siberia hasta Nerchinsk, justo al norte de Pekín. Al llegar a Yeniseysk, Milescu envió a uno de sus hombres, Ignatiy Milovanov, a la corte china con el fin de informar al emperador Kangxi sobre el propósito de su embajada. Milovanov fue el primer europeo conocido que cruzó el río Amur, llegando a Pekín por la ruta más corta posible. Milescu siguió la misma ruta hasta la frontera con China, y estableció su campamento en el río Nonni, en Manchuria, en espera de noticias de Milovanov. Este último regresó al campamento el 18 de febrero y, teomando un informe de Milescu para el zar, siguió de regreso a Moscú. Milescu, por otro lado, cruzó Manchuria y llegó a Pekín a mediados de mayo, después de haber sido retenido durante dos meses en Kalgan, donde fue capaz de comunicarse en latín con el jesuita Ferdinand Verbiest. Su diplomacia tuvo éxito y volvió a Siberia por la misma ruta en la primavera de 1677.

## Logros

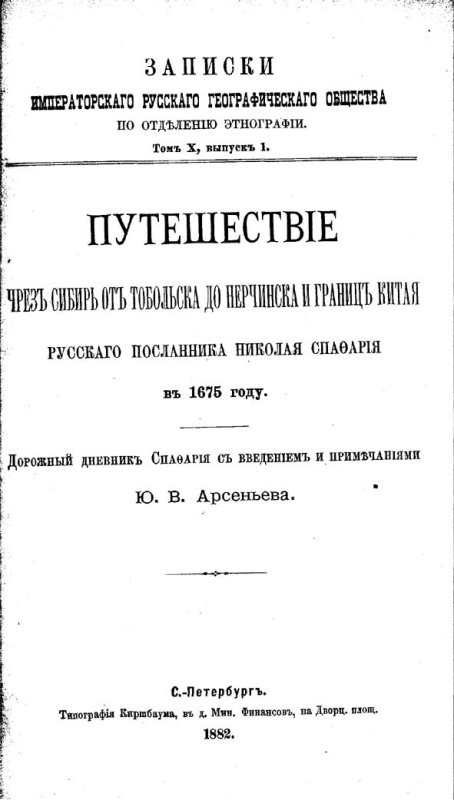
Viajes a través de Siberia hasta las fronteras chinas, publicado en San Petersburgo en 1882.

Milescu es el autor de una de las primeras obras rusas sobre aritmética, "Arithmologion", que fue escrita en 1672, basándose en su propio original en griego. El manuscrito se conservaba en el Monasterio Chudov, hasta que fue descubierto por el historiador de la iglesiaNikolay Kedrov.
En su diario de viaje, más tarde publicado con el título Viajes a través de Siberia hasta las fronteras chinas, Milescu describe correctamente el curso medio de los grandes ríos siberianos Obí, Irtysh, y Angara. Asumió que el Obí tenía su origen en el lago Teletskoye, en el macizo de Altái. También fue la primera persona en describir el lago Baikal y todos los ríos que alimentan el lago, y el primero en señalar la profundidad insondable del Baikal.
En su camino a través de Siberia, Milescu utilizó el astrolabio para establecer las coordenadas de algunos asentamientos. Sus materiales fueron utilizados posteriormente por los jesuitas, que tomaron gran interés en China. A su regreso a Moscú, envió a la Cancillería tres volúmenes de notas: Notas de viaje, Descripción de China y Viajes.
En sus narraciones, Milescu resume el conocimiento que exploradores rusos habían obtenido en torno a Siberia Oriental. Aunque creyó que el río Amur era el río más caudaloso del mundo, hizo una lista de sus principales afluentes sin error. Su idea de que había una vasta cordillera que se extendía desde el lago Baikal hasta el mar de Ojotsk, aunque fundamentalmente errónea, fue ampliamente admitida por muchos geógrafos hasta mediados del siglo XX. También escuchó rumores acerca de la isla de Sajalín, que suponía que era la misma isla de Hokkaidō, exagerando así considerablemente sus dimensiones.
Bogdan Petriceicu-Hasdeu cree que Milescu fue el autor de la primera traducción de la Biblia al rumano, la edición de Bucarest (impresa en 1688, durante el gobierno del príncipe Şerban Cantacuzino). Sin embargo, Nicolae Iorga y otros historiadores han argumentado que no hay ninguna prueba real de esto, y han propuesto que el traductor principal fue Constantin Cantacuzino.